# Victor de Sigaldi
Henri Victor François de Sigaldi (ur. 27 lutego 1892 w Monako, zm. 23 czerwca 1968 tamże) – monakijski żeglarz, olimpijczyk.
Uczestnik Letnich Igrzysk Olimpijskich 1952. Wraz z Michelem Auréglią wystartował w klasie Star na łodzi Hirondelle. Z dorobkiem 560 punktów zajęli ostatnią 21. pozycję.